# 沙田社区網絡
沙田社区網絡（さてんしゃくもうらく、英語：Shatin Community Network）は、 2015年4月14日に結成された香港の本土派の中核政党であり、香港沙田区で活動する地域政党。区議会では2議席を占める。現在の党首は香港民主化社会活動家劉頴匡（2015年～）。

## 概要
2015年に結党。2015年香港区議会選挙では、当時22歳だった黄学礼が議席を獲得し、沙田区で最年少の区議員となった。
2018年、沙田社区網絡の党主席劉頴匡は立法会の新界東選挙区への出馬に関心を示し、立法会議員の資格を失った青年新政の梁頌恒から全面的な支援を受けたと述べた。しかし、2018年1月31日、香港の選挙管理当局は劉頴匡に立法会議員選挙への立候補資格がないとした。劉への通知には、劉が2016年にFacebookで香港の独立を支持したことが記されていた。劉は2日、新界東部の議席は、梁頌恒または梁天琦に属しているだけでなく、本土派の思想に同意する全ての有権者に属する。陳は、劉氏が香港本土派という用語を使用していると信じて、梁頌恒の置き換えまたは置き換えを主張した。また、梁氏によって公的にサポートされていた。 2017年12月にFacebookのページで劉氏が「政治的現実に基づいて」香港の独立を支持しなくなったとの声明について、陳は劉氏が「少なくとも香港の独立を支持してきたことを（少なくともこの声明まで）実際に認めた」と主観的に判断した。彼は劉氏に選挙に立候補する権利を不法に奪った。その後、劉氏は5月に高等法院に選挙申立書を提出し、帰還役員の決定に異議を申し立てた。2019年9月中旬、高等法院は、劉氏の選挙請願が勝ち、補欠選挙に当選した現新民主同盟議員の范国威が不適切に選出されたとの判決を下した。
2020年、黄学礼が沙田区議会の副会長に選出される。また、民主派予備選挙の新界東地方選挙区には、劉頴匡、沙田区議員の李志宏、趙柱幇、黄学礼、陳運通、廖栢康、石威廉、盧徳明、黄浩鋒を推薦し、予備選挙に26,707票で勝利。立法会選挙の出馬資格を得た。しかし、2020年7月30日、民主派の候補者の指名が無効であると判断された。こうした中、林鄭月娥行政長官は7月31日に新型コロナウイルス感染症の影響を理由に、緊急状況規則条例を適用して選挙を1年間延期し、2021年9月5日に執行すると発表した。しかしこの延期には香港の法曹界からは違法との指摘も出ている。

## 歴代の党主席
|    |                        |      |               |          |                      |                                                                                              |  |
| 代 | 姓名                   | 肖像 | 在任期間      | 在任期間 | 在任中の出来事       | 備考                                                                                         |  |
| 代 | 姓名                   | 肖像 | 就任          | 退任     | 在任中の出来事       | 備考                                                                                         |  |
| 1  | 劉頴匡 (en:Ventus Lau) |      | 2015年4月14日 | 現職     | 香港民主化社会活動家 | 香港中文大学善衡書院元学生自治会代表会会長、 中大本土学社創設者 社区網絡連盟元スポークスマン |  |